# Tierra Colorada, Santiago Tetepec
Tierra Colorada är en ort i Mexiko.   Den ligger i kommunen Santiago Tetepec och delstaten Oaxaca, i den sydöstra delen av landet, 400 km söder om huvudstaden Mexico City. Tierra Colorada ligger 272 meter över havet och antalet invånare är 112.
Terrängen runt Tierra Colorada är varierad. Runt Tierra Colorada är det ganska glesbefolkat, med 30 invånare per kvadratkilometer. Närmaste större samhälle är Santiago Jamiltepec, 10,3 km väster om Tierra Colorada. Omgivningarna runt Tierra Colorada är en mosaik av jordbruksmark och naturlig växtlighet.